# Ganggang Shuiku
Ganggang Shuiku (kinesiska: 岗岗水库) är en reservoar i Kina. Den ligger i den autonoma regionen Inre Mongoliet, i den norra delen av landet, omkring 770 kilometer öster om regionhuvudstaden Hohhot. Ganggang Shuiku ligger 395 meter över havet. Arean är 1,5 kvadratkilometer. Trakten runt Ganggang Shuiku består i huvudsak av gräsmarker. Den sträcker sig 1,6 kilometer i nord-sydlig riktning, och 1,6 kilometer i öst-västlig riktning.
Genomsnittlig årsnederbörd är 691 millimeter. Den regnigaste månaden är juli, med i genomsnitt 161 mm nederbörd, och den torraste är januari, med 2 mm nederbörd.